# Gia Maczawariani
Gia Maczawariani (ur. 26 maja 1985) – gruziński sztangista, wicemistrz Europy.
Największym jego sukcesem jest srebrny medal mistrzostw Europy w Kazaniu (2011) w kategorii do 105 kg. W dwuboju osiągnął 400 kg.

## Wyniki
| Rok  | Zawody             | Miasto | Miejsce | Kategoria | Wynik  |
| ---- | ------------------ | ------ | ------- | --------- | ------ |
| 2011 | Mistrzostwa Europy | Kazań  | 2       | 105 kg    | 400 kg |